# Lagria hirta
Lagria hirta Fabricius, 1775 è una specie di coleottero Tenebrionidae facente parte della sottofamiglia delle Lagriinae.
Il nome della specie hirta deriva dal latino hirtus che significa "irto", in riferimento all'aspetto grinzoso del coleottero.
La specie è molto diffusa in diverse aree del bacino mediterraneo dove i coleotteri sono comunemente noti come “settembrini” perché si manifestano in maniera massiccia al termine della stagione estiva, in particolare nel mese di settembre.